# Tryphon auricularis
Tryphon auricularis (лат.) — вид наездников-ихневмонид из подсемейства Tryphoninae.

## Распространение
Осы распространены в Центральной Европе, Финляндии, Швеции. На территории бывшего СССР распространены в европейской её части от Архангельской области до Молдавии, в Крыму, а также в Томской и Оренбургской областях и в Казахстане. Довольно широко распространён на Кавказе. В Центральной Азии населяет Киргизию, Таджикистан и Узбекистан.

## Описание
Передние крылья в длину достигают 4,5—7 мм. Усики состоят из 28—33 сегментов. Яйцо в длину 0,4 мм и ширину 0,2 мм.